# Св. св. Петър и Павел (Долни Въртогош)
Вижте пояснителната страница за други значения на Свети апостоли Петър и Павел.
„Св. св. Петър и Павел“ (на сръбски: Храм св. апостола Петра и Павла) е православна църква във вранското село Долни Въртогош, югоизточната част на Сърбия. Част е от Вранската епархия на Сръбската православна църква.

## История
Въз основа на стенописите в олтара църквата е от XVI - XVII век. Възстановена е в XIX век.
Църквата е обновена в 2005 - 2006 година, като е изградена трапезария и е уредена кръщелня.

## Описание
Църквата е еднокорабен, гробищен храм. Нивото му е с пет стъпала вкопано. Южно от църквата има камбанария от XX век.
Иконостасът е изписан в 1866 година от дебърския майстор Зафир Василков. На иконата на вратата на проскомидията има надпис с дата 1866 и името на зографа Зафир Василович. В 1909 - 1910 година е извършена поправка на иконостаса и са добавени останалите икони. Иконата на тетрапода с изображение на патроните на църквата светите Петър и Павел е от 1860 година, дело на видния български иконописец Дичо Зограф.